# Balidianzi
Balidianzi är en köping i Kina. Den ligger i provinsen Liaoning, i den nordöstra delen av landet, omkring 140 kilometer sydost om provinshuvudstaden Shenyang. Antalet invånare är 17 305. Befolkningen består av 8 491 kvinnor och 8 814 män. Barn under 15 år utgör 11,0 %, vuxna 15-64 år 80 %, och äldre över 65 år 7,0 %.
Runt Balidianzi är det ganska tätbefolkat, med 52 invånare per kvadratkilometer. Balidianzi är det största samhället i trakten. I omgivningarna runt Balidianzi växer i huvudsak blandskog.
Genomsnittlig årsnederbörd är 1 236 millimeter. Den regnigaste månaden är juli, med i genomsnitt 341 mm nederbörd, och den torraste är januari, med 10 mm nederbörd.